# Промова Гітлера у Рейхстазі 6 жовтня 1939 року
Промова Гітлера в Рейхстазі 6 жовтня 1939 року — промова Адольфа Гітлера невдовзі після окупації Польщі. Під час її проголошення була  озвучена передостання пропозиція Гітлера   західним Союзникам щодо  миру.

## Промова
Щойно після поїздки зруйнованою Варшавою, Гітлер витратив майже 80 або 90 хвилин промови на урочистий та напрочуд брехливий звіт про завоювання Польщі. Гітлер стверджував, що «держава з не менше ніж 36 млн. жителів… підняла зброю супроти нас. Їхні войовничі наміри були далекосяжними, і їхня впевненість у своїй здатності розгромити Німеччину не знала меж…». Він заявив, що обмежив бомбардування військовими об’єктами і пропонував коменданту Варшави дозволити цивільним евакуюватися з міста, але отримав відмову.
Рейхсканцлер переконував, що, апелюючи до середньовічних стереотипів, «видатними рисами польського характеру були жорстокість і відсутність моральної стриманості», що «безсоромні образи», які поляки завдали Німеччині, були нестерпними, що польський уряд  був «болонкою західних демократій» і підтримувало його лише 15 % населення. Тоді ж Гітлер зробив нечіткі погрози, що Німеччина (разом із Радянським Союзом), «після наведення ладу у Центральній Європі», спрямує  свою владу на південно-східну Європу.
Змінивши тон, Гітлер запропонував Франції та Британії "оливкову гілку миру". Він засудив війну як акцію, де всі учасники зазнають невдачі, натомість отримуючи мільйони смертей і втрачаючи мільярди коштів. Якщо війна з Францією триватиме, «одного дня знову буде кордон між Німеччиною та Францією, але замість квітучих міст будуть руїни та нескінченні кладовища», і, здавалося, пропонував провести ще одну європейську мирну конференцію:
Мої головні зусилля були спрямовані на те, щоби звільнити наші відносини з Францією від усіх слідів злої волі і зробити їх прийнятними для обох народів… Німеччина не має жодних претензій до Франції… Я навіть не торкатимусь проблеми  Ельзасу і Лотарингії. Я не раз висловлював Франції свої побажання назавжди поховати нашу стару ворожнечу і зблизити ці дві нації, у кожної з яких таке славне минуле… Не менше зусиль я присвятив досягненню англо-німецького порозуміння, більше того, встановленню англо-німецької дружби. Я ніколи не діяв усупереч англійським інтересам… Навіть сьогодні я вірю, що реальний мир у Європі та в усьому світі може бути забезпечений лише в тому випадку, якщо Німеччина та Англія порозуміються між собою.
Серед цілей Німеччини на такій конференції, як заявив фюрер, буде «спроба розв’язати і врегулювати єврейську проблему».
Польща була охарактеризована як мертвонароджена держава, інтереси котрої не заслуговують 
уваги:
Навіщо потрібна ця війна? Для відновлення Польщі? Польща часів Версальського договору вже ніколи не відродиться… Питання про відновлення польської держави є проблемою, яка буде вирішена не через війну на заході Європи, а виключно між Росією та Німеччиною… Безглуздо губити мільйони людей і знищувати майно на мільйони для того, щоб відродити державу, яка від самого народження була визнана мертвонародженою усіма, хто не поляк за походженням.
Завершилася промова самовпевненою заявою: «Якщо, однак, переважуть думки панів Черчилля та його послідовників, ця заява буде моєю останньою. Тоді нам доведеться боротися … Але в історії Німеччини вже не буде нового листопада 1918».

## Реакція
Захід зустрів промову Гітлера без ентузіазму. Наступного дня Нью-Йоркська фондова біржа впала на кілька пунктів, що не узгоджувалося з будь-якою вірою в те, що мир насправді може настати.  Берлінський кореспондент  Вільям Ширер вважав цю заяву відверто нещирою, описуючи  «як стару платівку грамофона, яку грають у п’ятий чи шостий раз».
Західні уряди також не вдалося переконати : наступного дня прем'єр-міністр Франції Едуар Даладьє заявив, що Франція не буде розглядати мир, якщо не будуть отримані гарантії «справжнього миру та загальної безпеки». 10 жовтня він виступив із досить  войовничим радіозверненням, де висловив недовіру щирості німців і говорив про наступ французів на територію Німеччини: 
Після Австрії настала черга Чехословаччини, а після Чехословаччини – Польщі. Все це було лише кроками на шляху, який привів би Францію та Європу до найтяжчого рабства. Я знаю, що вам сьогодні говорять про мир, німецький мир, який тільки освятив би завоювання обманом або насильством і не завадив би підготовці до нових завоювань.
12 жовтня Невілл Чемберлен, прем'єр-міністр Великобританії, у зверненні до Палати громад заявив, що пропозиції Гітлера нечіткі та невизначені, і  не торкаються шляхів  усунення кривди, заподіяної Чехословаччині та Польщі; що більше не можна покладатися на обіцянки і для досягнення миру "потрібні справи, а не тільки слова".
У свою чергу, офіційна німецька заява від 13 жовтня оголосила, що Чемберлен, відкидаючи мирну пропозицію Гітлера, свідомо обрав війну.  Це була передостання мирна пропозиція Гітлера, остання надійшла у 1940 році після падіння Франції.